# Ідеальна проєкція
«Ідеальна проєкція»; Досконалість в пікселях (Pixel Perfect) — американська науково-фантастична комедія 2004 року, випущена як оригінальний фільм Disney Channell.

## Про фільм
Саманта — вокалістка групи, яка має невеликий успіх. Її товариш-комп'ютерник Рокко хоче допомогти і створює голографічну співачку Лоретту Модерн. Для цього він використовує технології, винайдені його батьком. Гурт досягає успіху.
Коли Саманта розуміє, що Рокко починає закохуватися в Лоретту, починаються ревнощі. Лоретта ж хоче бути справжньою людиною і бореться за це.
Зрештою все налаоджується і Лоретта з'являється на виступах Саманти як «добрий дух». Рокко усвідомлює свої справжні почуття до Саманти.

## Знімались
| Актор           | Роль              |
| --------------- | ----------------- |
| Ріккі Ульман    | Рокко             |
| Леа Пайпс       | Саманта           |
| Спенсер Редфорд | Лоретта           |
| Порша Коулман   | Рахель            |
| Бретт Каллен    | Ксандер           |
| Ентоні ДіМарія  | Велдон            |
| Френк Герріш    | Пошуковик         |
| Фалон Грейс     | Дівчина з кісками |